# Monumentul Eroilor Aerului
Monumentul Eroilor Aerului, dedicat memoriei aviatorilor români militari și civili care au contribuit la dezvoltarea aviației, este situat în centrul Pieței Aviatorilor și a fost realizat între anii 1928-1935 de Lidia Kotzebue și Iosif Fekete. Construcția, având o înălțime totală de 20 m, este compusă din sculpturi de bronz, așezate pe un postament de beton armat placat cu piatră de Banpotoc, format dintr-un obelisc, situat la rândul său pe o structură realizată din patru prisme trapezoidale lipite între ele prin arcuri de cerc. Tot acest complex este fixat pe o bază circulară din piatră. Deasupra obeliscului este așezată statuia înaltă de 5 m, cântărind 5 tone, care ilustrează omul zburător, având aripile desfășurate. La baza obeliscului, de jur împrejurul acestuia, sunt prezentați trei aviatori căzuți. Pe soclu sunt prezente insignele, casca, aparatura aviatorilor, dar și numele aviatorilor căzuți între 1930-1935, sculptate în 13 plăci de bronz.
Sculptura este inclusă în Lista monumentelor istorice 2010 - Municipiul București - la nr. crt. 2271, cod LMI B-III-m-A-19953, sub denumirea Monumentul Aviatorilor.

## Istoric
În anul 1923 a fost format un comitet pentru construirea Monumentului Aviatorilor din care au făcut parte: Prințul Carol al II-lea, prof. dr. Ion Cantacuzino, generalul Vasile Rudeanu, colonel medic aviator Victor Atanasiu, aviator Cornel Olănescu, aviator Mihai Oromolu. Comitetul a cerut inițial sculptorilor Ion Jalea, Alexandru Severin, Cornel Medrea și Ion C. Dimitriu-Bârlad să prezinte, contra cost, câte un proiect. Considerând însă că proiectele nu reprezentau spiritul sacrificiului aviatorilor, comitetul a lansat un concurs public cu premii totale în valoare de 40.000 de lei pentru construirea monumentului și a invitat mulți artiști, pictori, sculptorii să participe. La concurs au fost prezentate machetele realizate de 14 sculptori, acestea fiind expuse la Ateneul Român în ziua de 2 iulie 1925 pentru a permite publicului să voteze în mod secret proiectul câștigător. Trei lucrări au fost premiate (Spiridon Georgescu, Lidia Kotzebue și Ion Schmidt-Faur) însă, și de această dată, comitetul nu a considerat niciuna din lucrări demnă de execuție. Demersurile întreprinse de comitet pentru realizarea monumentului de către un artist din străinătate însă au eșuat, astfel că dupa doi ani a fost aleasă în final macheta Lidiei Kotzebue, acceptându-se totodată ca aceasta să poată colabora și cu alți sculptori sau arhitecți pentru realizarea monumentului.
În iulie 1927, pentru aprobarea finală a proiectului, comitetul i-a cerut Lidiei Kotzebue să realizeze o machetă la scara 1/4 până la 1 octombrie. Din lipsă de timp aceasta nu s-a putut materializa, astfel că pentru realizarea statuilor, Kotzebue s-a adresat sculptorului Ion Jalea. Acesta a refuzat însă oferta și l-a recomandat pe tânărul sculptor Iosif Fekete, astfel că la 27 octombrie 1927 comitetul a putut aproba definitiv lucrarea.
În anii 1928-1929 sculptorul Iosif Fekete a realizat cele patru sculpturi în argilă și le-a turnat în gips în mărime naturală. Pentru a reprezenta trupul Icarului a fost folosită o imagine a boxerului Joe Louis, prezent în acea perioadă la București, iar pentru cap a fost utilizată o imagine dintr-un album cu piloți renumiți. În 1930 lucrarea putea fi turnată în bronz însă dificultățile strângerii sumei necesare achiziționării materialelor și întârzierea stabilirii locului în care să fie amplasat monumentul au întârziat finalizarea lucrării. Statuile au fost turnate în bronz la Turnătoria V.V. Rășcanu din București, lucrarea fiind terminată abia în iunie 1935.

Monumentul în perioada interbelică

Dezvelirea monumentului a avut loc la 20 iulie 1935 cu participarea Regelui Carol al II-lea, a numeroși membri din conducerea statului, miniștrii și reprezentați ai autorității aeronautice, atașați militari. Evenimentul a fost încheiat cu o paradă militară la care au participat gărzi de onoare și aviatori și au fost prezentate onoruri militare zburătorilor menționați în listele de pe monument.
Ulterior, Ion Jalea a afirmat că drepturile moralale asupra lucrării îi revin sculptorului Iosif Fekete iar critici de artă, precum Mircea Țoca, au considerat că realizarea monumentului trebuie să-i fie atribuită integral lui Iosif Fekete, care a modificat total mica machetă prezentată la concurs de Lidia Kotzebue. La inaugurare numele celor doi coautori nu a fost inscripționat, ulterior în 1983 consemnându-se inscripționarea numelui pe monument numai a unuia dintre aceștia..